# Yudaris Sánchez
Yudaris Sánchez Rodríguez (15 de noviembre de 1997), es una luchadora cubana de lucha libre. Consiguió la 5.ª posición en los Juegos Panamericanos de 2015. Ganó una medalla de oro en Campeonato Panamericano de 2015 y una de plata en 2016.  